# Kogenheim
Kogenheim es una localidad y comuna francesa, situada en el departamento de Bajo Rin en la región de Alsacia.

## Demografía
| 1033 | 1064 | 936 | 932 | 867 | 842 |
| Para los censos de 1962 a 1999 la población legal corresponde a la población sin duplicidades (Fuente: INSEE [Consultar]) |      |     |     |     |     |

(Población sans doubles comptes según la metodología del INSEE).